# إيرني تايلور
إيرني تايلور (بالإنجليزية: Ernie Taylor)‏ (و. 1925 – 1985 م) هو لاعب كرة قدم، من المملكة المتحدة، ولد في سندرلاند، يلعب كمهاجم، توفي عن عمر يناهز 60 عاماً.

## روابط خارجية
- إيرني تايلور على موقع قاعدة بيانات كرة القدم.إي يو (الإنجليزية)
- إيرني تايلور على موقع ناشيونال فوتبول تيمز (الإنجليزية)